# Et’hem-Bey-Moschee

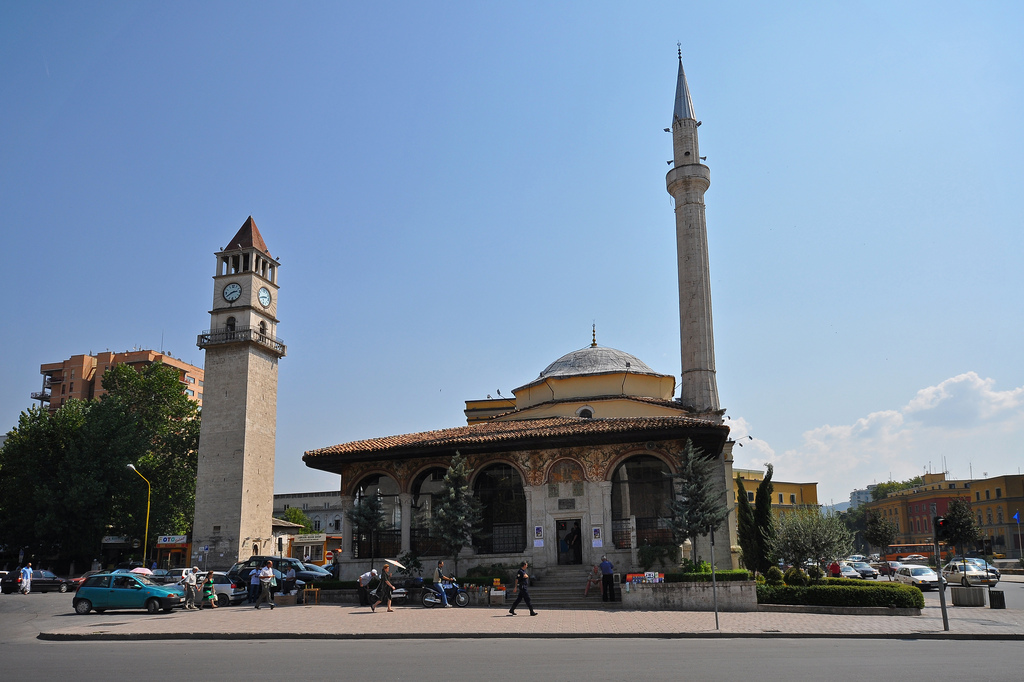
Nordseite mit Eingang – links von der Moschee der Uhrturm, rechts der Skanderbeg-Platz

Die Et’hem-Bey-Moschee (albanisch Xhamia e Et’hem Beut, englisch Ethem Bey Mosque, türkisch Edhem Bey Camii) ist ein osmanischer Sakralbau. Die Moschee befindet sich im Zentrum der albanischen Hauptstadt Tirana am später angelegten Skanderbeg-Platz.

## Geschichte
Der Bau des Gebetshauses begann im Jahr 1794 durch Mullah Bey, einem Nachfahren des Stadtgründers und Erbauers der Alten Moschee, Sulejman Pascha Bargjini. Sie wurde 1821 durch seinen Sohn Ethem Pascha (Haxhi Ethem Bey) fertiggestellt. Wenig später wurde auch der benachbarte Uhrturm (albanisch Kulla e Sahatit) erbaut.

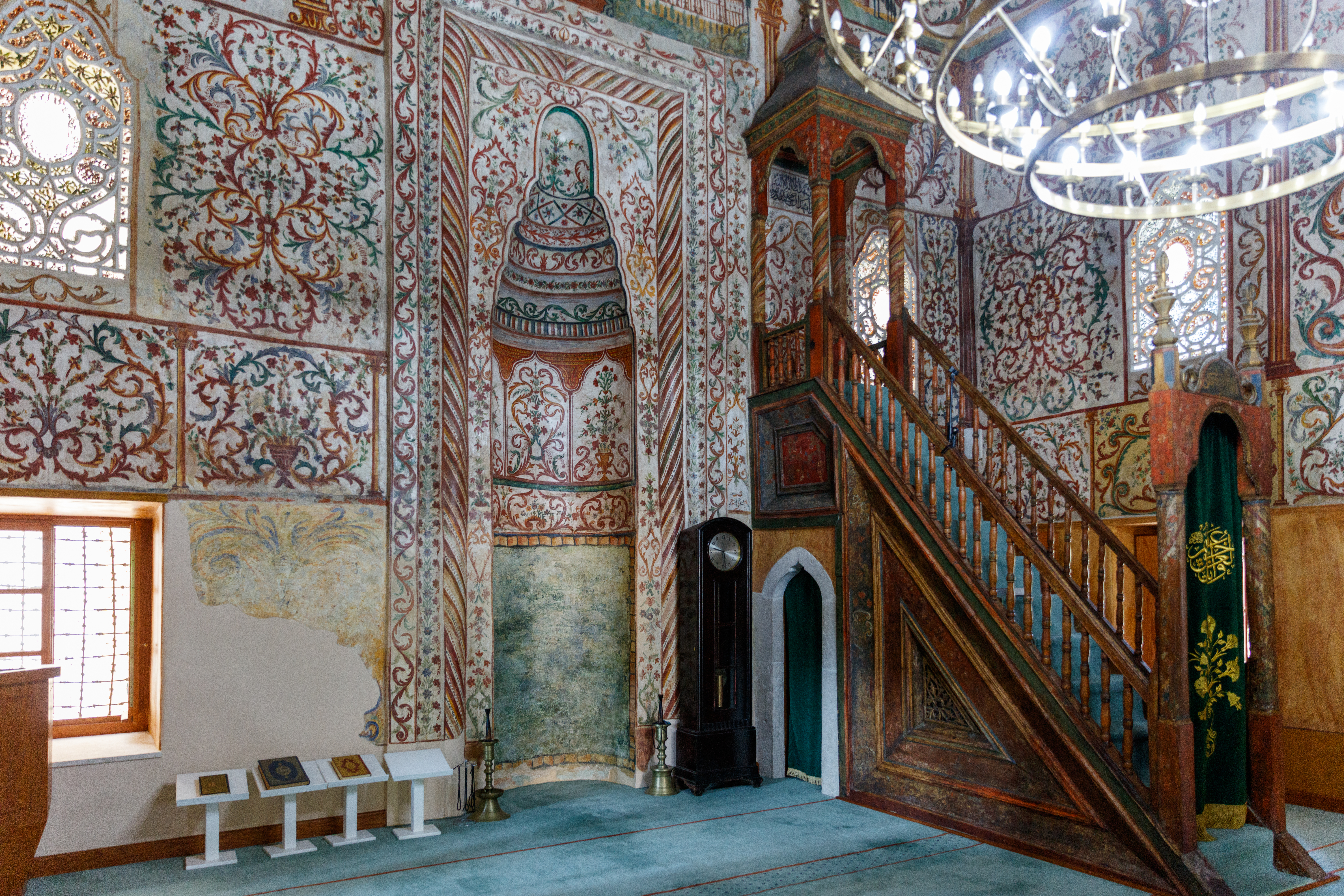
Mihrab nebst Minbar

Im Zweiten Weltkrieg wurde das Minarett beschädigt, aber später wieder restauriert.
Die Moschee überstand Enver Hoxhas Kampagne, die Albanien zum atheistischen Staat erklärte und in deren Zuge Moscheen, aber auch Kirchen und Klöster, zweckentfremdet oder gar zerstört wurden, als kulturelles Baudokument unter Denkmalschutz. Früher standen beidseits des Eingangs die Gräber des Stifters und seiner Frau.
Ab 1967 war die Moschee während der kommunistischen Diktatur in Albanien geschlossen. Nachdem im Dezember 1990 das Religionsverbot aufgehoben worden war, wurde die Et'hem Bey Moschee als eine der ersten Moscheen des Landes wiedereröffnet. Ohne Erlaubnis der Behörden wurde die Tür am 18. Januar 1991 geöffnet und mehrere Tausend Personen besuchten das Gotteshaus. Diese Demonstration des Volkes mitten in der Hauptstadt – etwas mehr als einen Monat, bevor das benachbarte Enver-Hoxha-Denkmal geschleift wurde – war ein deutliches Zeichen für die religiöse Wiedergeburt in Albanien.
Im Sommer 2018 wurde die Moschee für Restaurierungsarbeiten, die vom Türkischen Präsidium für Internationale Kooperation und Koordination (TİKA) finanziert werden, geschlossen. Im September 2024 war sie für Besucher wieder zugänglich.

## Bau
Das Gebäude ist ein typisches Beispiel einer Einkuppelmoschee: ein quadratischer Raum von nicht einmal zehn Meter Kantenlänge wird von einer einzelnen Kuppel abgedeckt. An der Nordwestecke steht das 40 Meter hohe Minarett mit Bleistiftspitze. Die großzügige, offene Vorhalle liegt nicht nur vor dem Eingang, sondern umspannt das Gebäude auch auf der Ostseite, wo sie über eine eigene Qibla mit Gebetsnische verfügt. Die das Dach tragenden Säulen haben Kapitelle mit Pflanzendekor. Reich bemalt mit Fresken sind die Innenwände, die Kuppel, die Mihrab und die Vorhalle. Dargestellt sind meist Pflanzenornamente, Blumen und Bäume, aber auch eine Darstellung von Istanbul sowie Wasserfälle und Brücken. Stillleben sind selten in der islamischen Kunst.
Die Moschee ist außerhalb der Gebetszeiten für Besichtigungen zugänglich. Der Hodscha führte zumindest früher Besucher gegen Entgelt auf das Minarett.

## Bilder

Die Moschee im Jahr 1937.
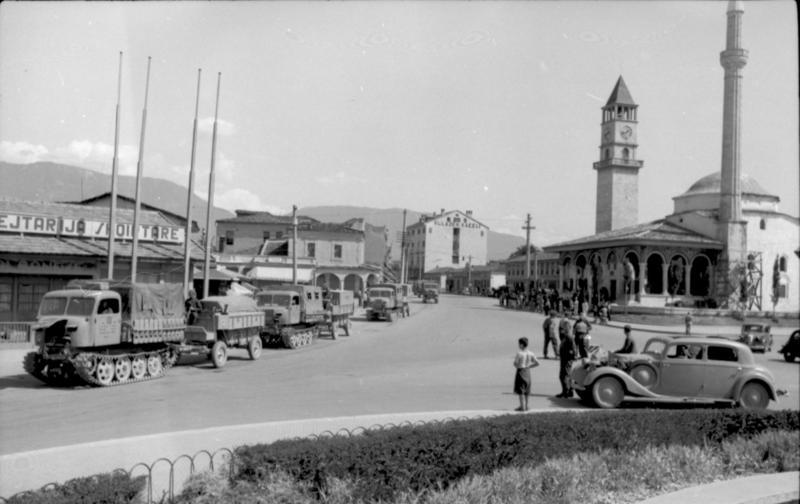
Die Moschee im Jahr 1943.
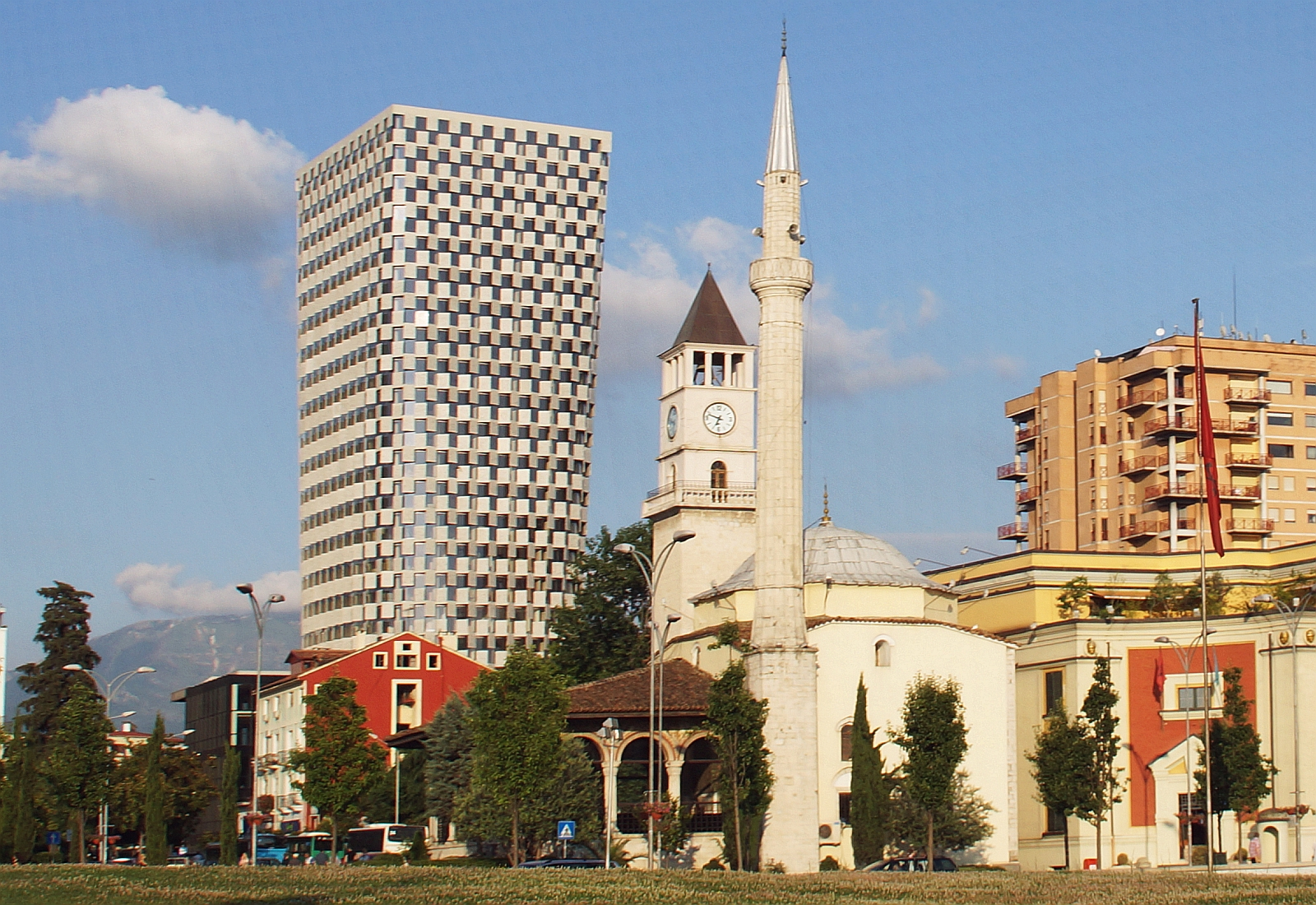
Ansicht von Westen.
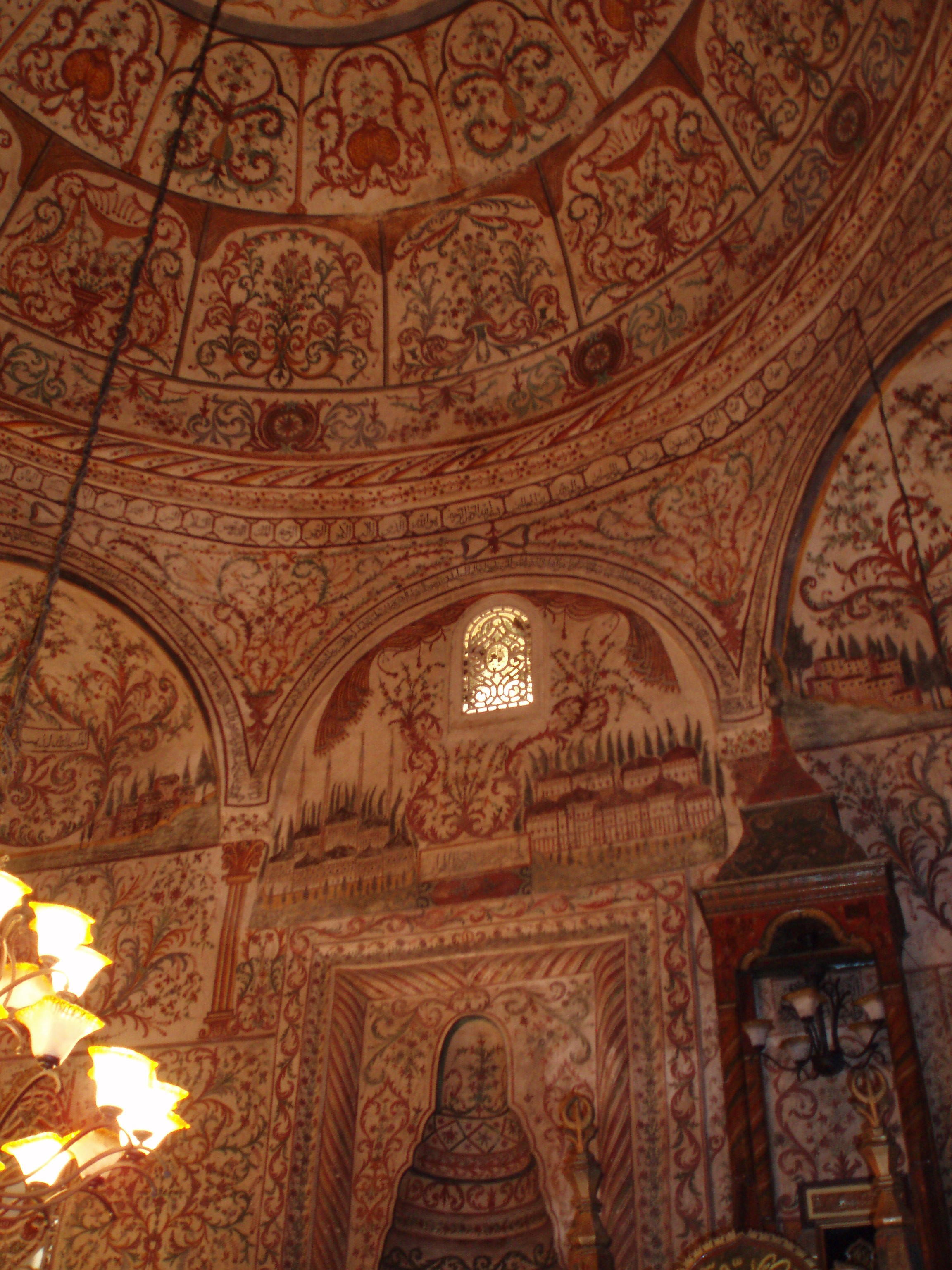
Fresken im Innern.
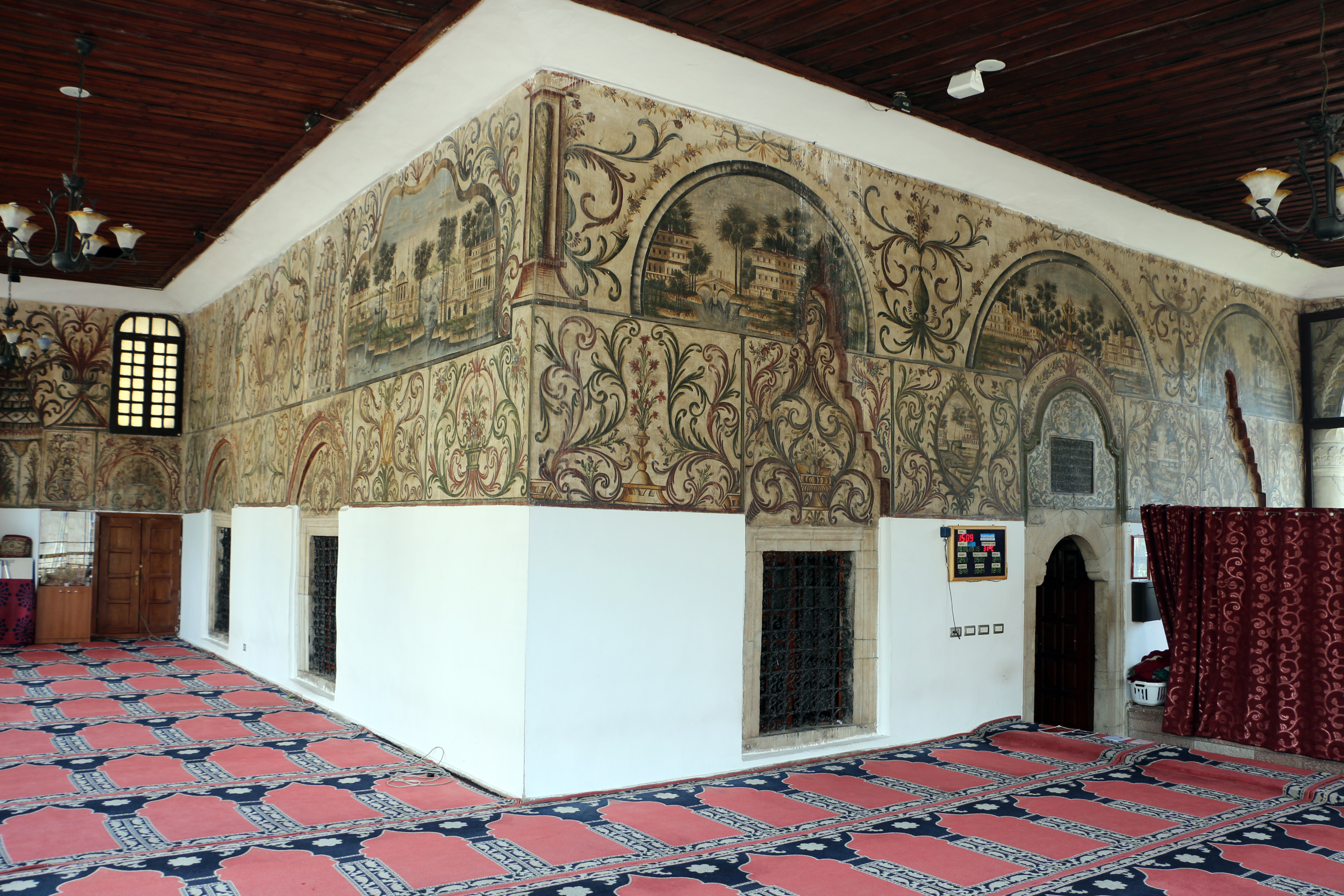
Vorhalle mit Fresken und Eingang.

## Anmerkung
1. ↑  
Das Hochkomma weist darauf hin, dass es sich in diesem Wort nicht um den th-Laut handelt, ein auch im Albanischen verwendeter Digraph.